# Carlos, o Jovem
Carlos o jovem (c. 772 — 4 de dezembro de 811) foi o segundo filho de Carlos Magno e o primeiro do seu casamento com Hildegarda de Suábia. Quando Carlos Magno dividiu o seu império entre os seus filhos, Carlos foi designado rei dos Francos.
O seu meio-irmão mais velho, Pepino, o Corcunda, foi deserdado e os seus irmãos mais novos, Carlomano, dito Pepino de Itália, e Luís, o Piedoso, receberam respectivamente a Itália e a Aquitânia.
Carlos estava sobretudo preocupado com os bretões, que partilhavam uma fronteira dos seus domínios, e que estiveram insurrectos por duas ocasiões, mas também com os saxões. O pai de Carlos sobreviveu-lhe e o reino foi inteiramente para as mãos do seu irmão, Luís.
Por volta de 789, Carlos Magno sugeriu que Carlos desposasse uma filha de Offa de Mercia (talvez Aelflaeda). Este recusa que o casamento tenha lugar se Berta, filha de Carlos Magno, não se comprometer, ao mesmo tempo com o seu próprio filho Ecfrido. Ofendido, Carlos Magno rompe as negociações e fecha as suas portas aos comerciantes britânicos. Depois disso, as relações normais foram restaurados entre Mércia e o Império Carolíngio, cujas portas foram reabertas. Alguns anos mais tarde, em 796, Carlos Magno e Offa concluíram o primeiro tratado Comercial conhecido na história Inglesa.
Carlos Magno associa Carlos ao governo da Francia e Saxónia em 790, e instala como líder do ducatus Cenomannicus (correspondente ao futuro condado do Maine), com o título de rei. Carlos foi coroado rei dos Francos em Roma a 25 de dezembro de 800, o mesmo dia em que seu pai foi coroado imperador.
Morreu em 811, na Baviera, provavelmente de ataque cardíaco. Não deixou descendência.